# Neophyllaphis podocarpini
Neophyllaphis podocarpini  (лат.) — вид архаичных тлей рода Neophyllaphis из подсемейства Neophyllaphidinae. Эндемик Чили.

## Описание
Мелкие насекомые, длина 2,2 мм. Тело зеленое или красное. Усики 6-члениковые, короче чем тело. Монофаги, питаются на молодых хвойных растениях Podocarpus salignus (Podocarpaceae, Чили). Половые крылатые особи вместе с партеногенетическими морфами появляются в декабре
.